# Séisme de 2013 à Bohol
Le séisme de 2013 à Bohol est un séisme d'une magnitude de moment MW de 7,2 qui a eu lieu le 15 octobre 2013 sur l'île de Bohol, dans l'archipel des Visayas aux Philippines.

## Conséquences
Le séisme s'est produit à 8 h 12 (Heure normale des Philippines) au sud-ouest de la municipalité de Carmen, provoquant la mort de 150 personnes et de nombreux dégâts à Bohol (Balilihan et Tagbilaran) et sur l'île de Cebú. L'hypocentre (foyer) du séisme était situé à 20 kilomètres de profondeur et (horizontalement) à 5 kilomètres de Balilihan.
La secousse a été intense durant moins d'une minute, mais a été suivie d'au moins quatre répliques. Bohol et la ville de Cebu (1,2 million d'habitants) furent les plus touchées. De nombreuses personnes sont mortes dans l'effondrement de bâtiments et notamment d'un marché aux poissons. Les autorités locales ont fait mention de 145 victimes à Bohol, 9 à Cebú et 1 à Siquijor.

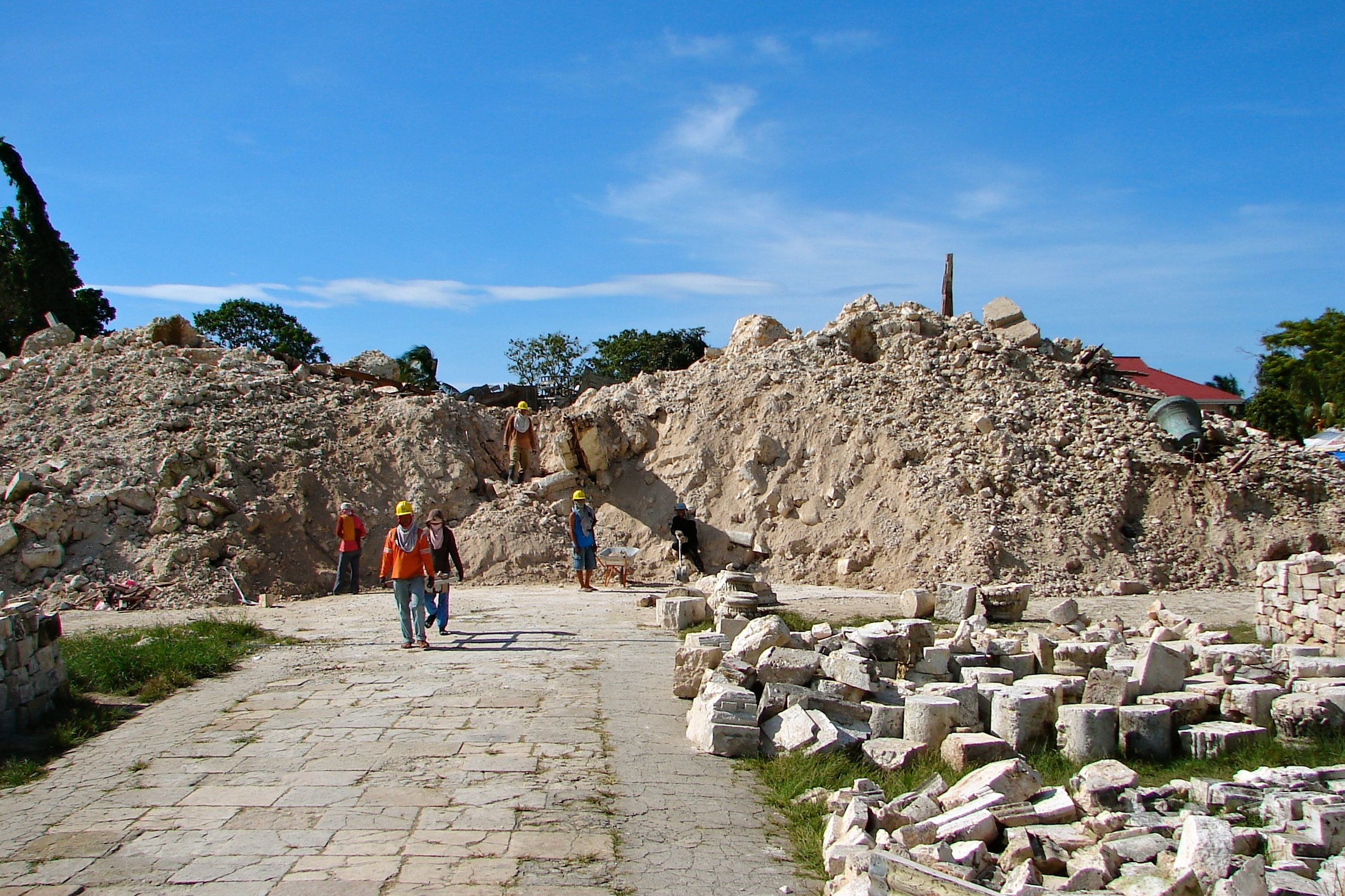
Ruines de l'église de Loon le 20 octobre.

Le tremblement de terre a causé de nombreux dégâts matériels. Un incendie s'est déclaré au cinquième étage de l'hôpital de Cebu (Cebu Doctors University Hospital) et une partie du second étage s'est effondrée.  De nombreux bâtiments religieux de l'époque coloniale espagnole de Bohol et de Cebú ont été endommagés ou détruits. L'église de Loon, datant de 1850, a été entièrement rasée, celles de Loboc (du XVIIe siècle) et de Baclayon (datant de 1724) se sont partiellement écroulées.
À Cebu, la basilique mineure de l'Enfant Saint, datant de 1739, a été partiellement détruite. La majeure partie du clocher et la façade se sont écroulés. L'intérieur présente des murs et des fresques fissurés.
Toute la province de Bohol a été privée d'électricité.
Le dernier tremblement de terre important à Bohol datait de février 1990. Il avait eu une magnitude de moment de MW = 6,8.